# Sustancia simple

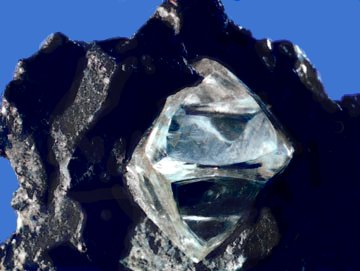
Diamante

Una sustancia simple o sustancia elemental es aquella formada por átomos o moléculas de un solo elemento químico. Por ejemplo, el oxígeno atómico o monoxígeno (O), el dioxígeno, más conocido como oxígeno molecular (O2), y el ozono o trioxígeno (O3) son sustancias simples, porque sus moléculas están formadas solo por átomos de oxígeno. Otro ejemplo lo constituyen el diamante y el grafito, que son sustancias simples por estar formadas por átomos de una única clase, los del elemento carbono, aunque unidos entre sí de distinta forma.
Lo contrario a una sustancia simple es una sustancia compuesta o compuesto. Los elementos químicos de la tabla periódica se pueden combinar entre sí formando casi tres millones de sustancias compuestas, denominadas compuestos químicos o, simplemente, compuestos.